# Maâziz
Ne doit pas être confondu avec Maâziz (centre urbain).
Maâziz est une commune rurale de la province de Khémisset, dans la région Rabat-Salé-Kénitra, au Maroc. Elle comporte un centre urbain — localité non définie administrativement comme une ville — aussi dénommé Maâziz.

## Toponymie
Le nom arabe de Maâziz est معازيز.

## Démographie
La population urbaine de la commune de Maâziz est apparue quand l'une de ses localités rurales — son village homonyme — a été homologuée par le Haut-Commissariat au plan, dans le cadre du recensement, comme « ville » en tant que centre urbain — unité purement statistique — de commune rurale : soit en 1982.
|      | Population totale | Ménages | Population urbaine (centre Maâziz) | Population rurale | Étrangers |
| 1960 | 12 285            | -       | 0                                  | 12 285            | -         |
| 1971 | 15 420            | -       | 0                                  | 15 420            | -         |
| 1982 | 17 192            | 3 210   | 6 275                              | 10 917            | 5         |
| 1994 | 10 889            | 2 178   | 7 635                              | 3 264             | 18        |
| 2004 | 12 171            | 2 772   | 9 190                              | 2 981             | 4         |
| 2014 | 11 502            | 2 926   | 8 901                              | 2 601             | 1         |

|      | Ménages | Étrangers | % de la population communale |
| 1982 | 1 337   | 1         | 36,5 %                       |
| 1994 | 1 622   | 14        | 70 %                         |
| 2004 | 2 174   | 2         | 75,5 %                       |
| 2014 | 2 340   | 1         | 77,4 %                       |